# Parque Nacional do rio subterrâneo de Puerto Princesa
O Parque Nacional do rio subterrâneo de Puerto Princesa localiza-se em Palawan, Filipinas. Este parque mistura uma fantástica paisagem de carste calcário com um rio subterrâneo. Uma das características do rio é que ele emerge directamente para o mar, e a sua parcela mais baixa é influenciada pelas marés. O sítio é uma das mais importantes florestas na Ásia.
O parque ocupa 2.900 hectares e abriga onze ecossistemas diferentes - de uma floresta musgosa das altitudes montanhosas ao oceano para lá dos recifes. Aqui existe também grande variedade de animais endémicos ameaçados, incluindo o faisão-esporeiro, o morcego-raposa, a lontra Aonyx cinerea, os pequenos pandas, as civetas e os texugos Mydaus javanensis.
Foi declarado Património Mundial da Unesco em 1999.